# ومپل
ومپل (به انگلیسی: Vempalle) یک روستا در هند است که در آندرا پرادش واقع شده‌است.

## خصوصیات
ومپل ۲۰۱ متر بالاتر از سطح دریا واقع شده‌است.